# Hugo Schiff
Pour les articles homonymes, voir Schiff.
Hugo Joseph Schiff ou Ugo Schiff (en Italie), né le 26 avril 1834 à Francfort-sur-le-Main et mort le 8 septembre 1915 à Florence, est un chimiste d'origine allemande et naturalisé italien.

## Aperçu biographique
Il fait ses études à Göttingen auprès du chimiste allemand Friedrich Wöhler. Il fonde en 1879, l'Institut de Chimie de l'université de Florence: le département de chimie de l'Université de Florence porte encore son nom (Università degli Studi di Firenze - Dipartimento di Chimica "Ugo Schiff"). Il est l'un des fondateurs, avec Stanislao Cannizzaro et Emanuele Paternò (1847-1935) , de la Gazetta chimica italiana . 
Il est le frère cadet du physiologiste allemand Moritz Schiff et l'oncle de Mario Schiff.
Guido Pellizzari (it) (1858-1938)  fut son élève à Florence.

## Travaux scientifiques
Son domaine de recherches est centré sur les imines (voir base de Schiff) ainsi que le test de reconnaissance des aldéhydes (test de Schiff). Il travailla également sur les acides aminés et sur un test de reconnaissance des biurets (réaction du biuret). Il existe encore aujourd'hui à l'université de Florence le Hugo Schiff International Store House, nommé ainsi en son honneur.

## Œuvres et publications
- (it) Introduzione allo studio della chimica secondo le lezioni fatte nel Museo di Scienze Naturali in Firenze, E. Loescher (Torino), 1876.
- (de) Historisch-kritische Darstellung der Säurentheorie, 1860,(?), Bern, p. 193-224,  Texte intégral
- (it) Cenni di chimica mineralogica, Stabilimento Tipografico di Francesco Lao (Palermo), 1866.
- (it) Ricerche intorno ai composti del biureto, Tip. Dei Minori Corrigendi (Firenze), 1896.
- (it) Quindici anni di vita universitaria dello Istituto di studi superiori in Firenze : ricordi storici e didattici, Tip. Gamberini e Parmeggiani (Bologna), 1890.
- (it) Empirismo e metodo nella applicazione della chimica alle scienze naturali e biologiche : prolusione alle lezioni dell'anno 1876-77, Casanova (Torino), 1877.
- (it) Separazione delle funzioni basica ed acida nelle soluzioni degli aminoacidi per mezzo della formaldeide, Tip. "Lo Statuto" (Palermo), 1902.

## Articles connexes

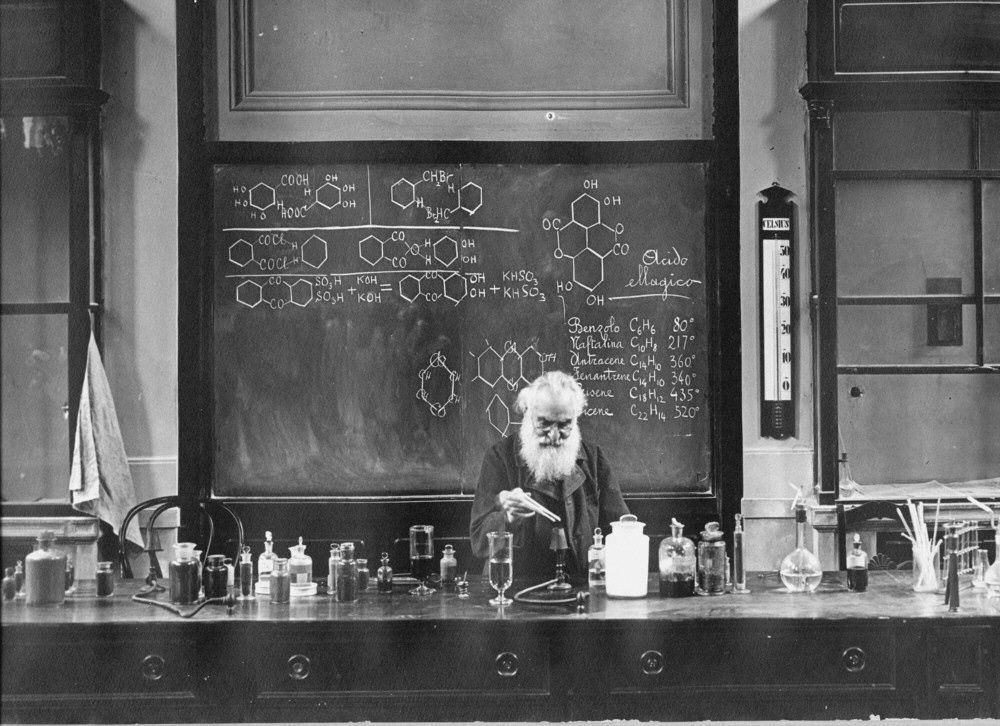
Ugo Schiff ca1905